# متل ۶
متل ۶ (انگلیسی: Motel 6) شرکت مهمان‌نوازی آمریکایی است، که در سال ۱۹۶۲ تأسیس شد.